# Casa de la Festa

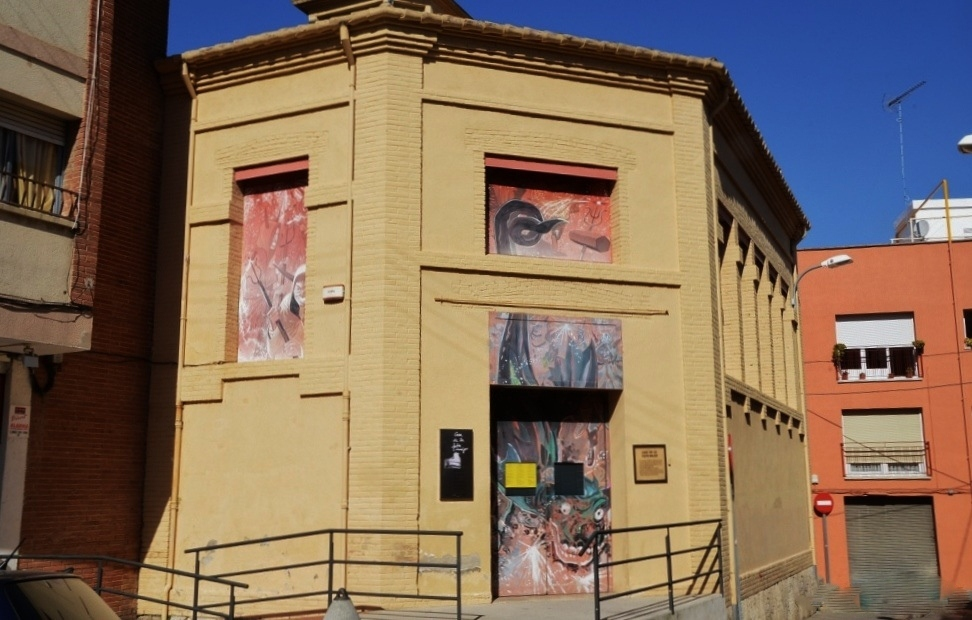
La Casa de la Festa Major de Vilfranca del Penedès està situada a l'edifici de l'antic mercat de gallines i menuts

Una Casa de la Festa és un espai de cultura popular i tradicional que existeix en arreu de Catalunya. Els carrers i les places són el lloc on s'expressa la cultura popular i tradicional. Les entitats organitzadores necessiten, però, un racó on trobar-se, on preparar les actuacions properes i fer balanç de les que ja han fet, on conversar, descansar i desar el material i l'arxiu, on exposar fotografies i, en alguns casos, elements d'imatgeria festiva. Aquestes són les funcions essencials de les Cases de la Festa, equipaments que també tenen la missió de promoure la cultura popular i tradicional, formar sobre ella i fer-ne recerca. A més, són productores i dinamitzadores al territori d'activitats de cultura popular i tradicional.
A Barcelona estan repartits pels diferents barris, que acullen entitats d'àmbits tan diversos com els castells i els falcons, la dansa -la sardana, el ball de bastons...-, la imatgeria festiva -els gegants, els capgrossos, el bestiari...-, el món del foc -les bèsties, els diables...-, la música -les gralles, els tabals...-..., bona part dels quals coincideixen en força manifestacions festives.

## Algunes cases de la Festa
- Casa de la Festa Major de Vilafranca del Penedès
- Casa de la Festa de Tarragona
- Centre Cultural Albareda
- Centre de Cultura Popular de Sant Andreu
- Casa dels Entremesos
- Centre d'Imatgeria Festiva de Sant Martí